# (1624) Rabe
(1624) Rabe ist ein Asteroid des Hauptgürtels, der am 9. Oktober 1931 vom deutschen Astronomen Karl Wilhelm Reinmuth in Heidelberg entdeckt wurde.
Benannt ist der Asteroid nach dem US-amerikanischen Astronomen Eugene Rabe.